# Trachusa bequaerti
Trachusa bequaerti är en biart som först beskrevs av Schwarz 1926.  Trachusa bequaerti ingår i släktet hartsbin och familjen buksamlarbin. Inga underarter finns listade.

## Utseende
Trachusa bequaerti har ljusgula markeringar på en svart bakgrund. På ansikte och bakkropp är markeringarna dock snarare krämfärgade; på bakkroppen i form av svagt V-formade tvärband.

## Ekologi
Som andra medlemmar av undersläket är arten solitär och bygger sina larvbon i marken, med larvcellerna konstruerade av jord och kåda.
Arten flyger framför allt till katalpaväxter som ökentrumpet samt ärtväxter som Dalea spinosa.

## Utbredning
Arten förekommer i Kalifornien, USA, med några fynd längre inåt landet (Colorado 1960, samt Texas 1954).

## Taxonomi
Som andra arter i undersläktet ansågs arten tidigare höra till ett eget släkte, Heteranthidium.